# Свиненос прилеп
Свиненосият прилеп (Craseonycteris thonglongyai) е вид бозайник от семейство Craseonycteridae, единствен представител на род Craseonycteris. Видът е световно застрашен, със статут Уязвим.

## Разпространение и местообитание
Разпространен е в Мианмар и Тайланд.